# Massimo Fiorio (politico)
Massimo Fiorio (Torino, 15 giugno 1968) è un politico italiano.

## Biografia
Si è laureato in filosofia a Torino ed è stato allievo di Gianni Vattimo; ha poi conseguito il dottorato di ricerca in Filosofia
Nel 1999 è stato eletto sindaco di Calamandrana, nel 2004 è eletto consigliere alle elezioni provinciali di Asti con i Democratici di Sinistra e riconfermato nella carica di sindaco. Nel 2005 è stato candidato alle elezioni regionali del Piemonte nel collegio di Asti, senza essere eletto. A livello locale ha anche ricoperto la carica di presidente della comunità collinare Vigne e Vini - Alto Monferrato Astigiano che comprende 10 comuni del sud astigiano.
Nel 2006 è stato candidato ed eletto alle elezioni politiche nelle liste dell'Ulivo per la circoscrizione Piemonte 2 e rieletto nel 2008 nelle liste del Partito Democratico sempre per la circoscrizione Piemonte 2. Riconfermato alla Camera nel 2013, è Vicepresidente della Commissione Agricoltura della Camera. È autore della Legge sull'Agricoltura Sociale che è stata approvata in via definitiva nel 2015 ed è stata presentata ad Expo2015 come un'importante innovazione in grado di coniugare agricoltura e welfare. Sua la proposta sull'agricoltura biologica. È stato relatore del cosiddetto Testo Unico della Vite e del Vino che apporta notevoli semplificazioni al comparto. Termina il proprio mandato parlamentare nel marzo 2018.